# Robledillo de la Jara
Robledillo de la Jara là một đô thị trong Cộng đồng Madrid, Tây Ban Nha. Đô thị này có diện tích 20,35 km², dân số theo điều tra năm 2010 của Viện thống kê quốc gia Tây Ban Nha là 94 người. Đô thị này nằm ở khu vực có độ cao 1042 mét trên mực nước biển.

## Biến động dân số
| 1991 | 1996 | 2001 | 2004 | 2008 |
| ---- | ---- | ---- | ---- | ---- |
| 57   | 84   | 93   | 103  | 130  |